# Pine Lake (Haines Junction)
Der Pine Lake (englisch für „Kiefern-See“) ist ein 6,03 km² großer See, der sich 5 km nördlich von Haines Junction im kanadischen Yukon-Territorium befindet. Der See befindet sich im Stammesgebiet der Champagne and Aishihik First Nations.

## Lage
Der Alaska Highway verläuft entlang dem Südufer des Sees. Der Pine Lake besitzt eine Längsausdehnung in WSW-ONO-Richtung von 5,76 km sowie eine maximale Breite von etwa einem Kilometer. Der See liegt auf einer Höhe von 625 m. Er ist bis zu 28 m tief. Die mittlere Wassertiefe beträgt 14,7 m. Der Pine Creek entwässert den See vom südwestlichen Seeende zum nahen Dezadeash River. Am südwestlichen Seeende befindet sich der Pine Lake Territorial Park mit einem Campingplatz und einer Bootsrampe.

## Seefauna
Im See wurden u. a. folgende Fischarten nachgewiesen: Amerikanischer Seesaibling und Heringsmaräne. Der Bestand des Amerikanischen Seesaiblings im See ist offenbar bedroht. Für die Fischart wurde deshalb ein Angelverbot verhängt.